# Julian-Jakob Kneer
Julian-Jakob Kneer (* 1992 in Basel, Schweiz) ist ein Schweizer Künstler, der in Basel und Paris lebt. Kneer inszeniert im Zentrum seines Werkes anhand eines maskierten Antihelden eine düstere Erzählung über Stars, Narzissmus, Sehnsucht und Selbstzerstörung.

## Werdegang
Im Jahr 2019 erwarb er einen Master in zeitgenössischer künstlerischer Praxis an der Universität der Künste in Berlin, bei  Monica Bonvicini.

## Werk
Kneer untersucht die Kontingenz tradierter soziokultureller Symbol- und Zuordnungssysteme. Ein zentrales Thema seiner Arbeit ist die Untersuchung des Unterbewussten und abnormer sowie pathologischer Abweichungen aus einer bürgerlich-normativen Perspektive. Dies umfasst sowohl obskure körperliche Praktiken wie Paraphilien und Fetische als auch alltägliche und populärkulturelle Artefakte und Phänomene, die häufig jenseits konventioneller Vorstellungen von „gutem Geschmack“ liegen. Ein Schlüsselbegriff in Kneers Werk ist Ambivalenz, da er irritierende Synthesen aus hoch- und subkulturellen Referenzen, Tradition und Gegenwart schafft und eine unvoreingenommene Gegenüberstellung scheinbar gegensätzlicher Ästhetiken ermöglicht. Diese Synthesen rufen gleichzeitig Gefühle von Begehren und Abstoßung hervor.
In seinen Werken und Selbstporträts tritt Kneer wiederholt mit einer Silikon-Maske auf, die sein Gesicht imitiert. Als Teil der Geschichte seiner ambivalenten namenlosen Doppelpersönlichkeit dient sie ihm als Objekt, um sich von seinen eigenen Meinungen, Gefühlen und Positionen zu distanzieren. Anhand dieses Antihelden, der auch als Alter Ego oder Doppelgänger gelesen werden kann, untersucht Kneer die negativen Aspekte der Celebrity-Kultur, Narzissmus und Selbstzerstörung.
In seinen Installationen, Filmen und Skulpturen greift Kneer immer wieder auf die visuellen Codes der Film- und Popkultur zurück. In seiner Serie „BASTARDS“ präsentiert er monochrom bedruckte Silberspiegel mit maßgefertigten verzinkten Rahmen, die jeweils mit geschichteten Collagen scheinbar zufälliger Filmplakate versehen sind. Durch die Mischung vorgefertigter, widersprüchlicher Erzählungen werden diese Blockbuster-Filmplakate zu zeitgenössischen Artefakten, die die gesellschaftlichen Konstruktionen von richtig und falsch, Kunst und Pop, Krankheit und Gesundheit infrage stellen.

## Ausstellungen (Auswahl)

### Einzelausstellungen
- 2016 International blood drinker (with Clémence de La Tour du Pin), Gärtnergasse, Wien, Österreich[13]
- 2017 Ushirode, Geadert Hronjec Collection, Berlin[14]
- 2017 Sub rosa, 1.1., Basel, Schweiz[15]
- 2018 Jugend ist Trunkenheit ohne Wein, BIKINI, Basel, Schweiz[16]
- 2018 Wicked games, ROOM E-10 27, Berlin[17]
- 2019 Sublime, Galerie Lucas Hirsch, Düsseldorf[18]
- 2019 Frottage, Limbo, Berlin[19][20]
- 2020 Ever After, Shore Gallery, Wien, Österreich[21]
- 2021 High-Rise Berlin, Schinkel Pavillon, Berlin[22]
- 2021 Julian-Jakob Kneer, Galerie brunand brunand, Berlin[23]
- 2021 Solo Booth, Liste Art Fair, Shore Gallery, Schweiz[24]
- 2022 SHOOTING STAR, Blue Velvet Projects, Zürich, Schweiz[25]
- 2023 BASTARDS (NEVERLAND), Shore Gallery, Wien, Österreich[26]
- 2023 SHOOTING STAR: ENCORE, Miettinen Collection, Berlin[27]
- 2023 BASTARDS, Blue Velvet Projects, Zürich, Schweiz[28]
- 2024 Prodigy, Kunsthalle Košice, Košice, Slowakei[29]

### Gemeinschaftsausstellungen
- 2016 TransArt Triennale, Uferstudios, Berlin[30]
- 2016 Episode 9: Dinner Room Terravore, Oslo10, Basel, Schweiz[31]
- 2017 CRIB 2 (in cooperation with Yves Scherer), Galerie 95, Biel, Schweiz[32]
- 2018 Gentle Heterodoxy – Social Body and its Enchantments, fffriedrich, Frankfurt am Main[33]
- 2019 In-visible Realness, PS120, Berlin[34]
- 2019 Teen Ranch, Main Street, Toronto, Kanada[35]
- 2019 Cold Prey, Lubov Gallery, New York, USA[36]
- 2019 Tending Towards, AMOQA, Athen, Griechenland[37]
- 2019 3hd / Creamcake, Postbank-Hochhaus, Berlin[38]
- 2020 Situation 1 und andere, Kunsthalle Basel, Basel, Schweiz[39][40]